# 大阪大学
34°49′09″N 135°31′36″E / 34.81917°N 135.52667°E大阪大學（日语：／ Ōsaka daigaku），簡稱阪大（はんだい），是一所本部位於日本大阪府的国立研究型综合大学、指定國立大學法人，原为日本本土七所帝國大學之一、成立于1931年的大阪帝國大學，是日本規模最大的國立大學。
大阪大学校區佔地面積160万平方公尺，在校生23429人，學部生15524人。现有11個学部和15个研究科。2014年度教研經費支出1518億日圓。大阪大學通常與東京大學、京都大學並列日本前三。
知名校友包括亞洲首位諾貝爾化學獎得主福井謙一、日本首位諾貝爾獎得主湯川秀樹、首位沃爾夫醫學獎得主早石修、首位拉斯克獎得主花房秀三郎、首位克拉福德獎得主岸本忠三及平野俊夫、SONY創辦人盛田昭夫、作家司馬遼太郎、橫溝正史、陳舜臣和小林泰三、漫畫家手塚治蟲、動畫製作人諏訪道彥、政治家竹中平藏、教育家公文公、機器人學家石黑浩、免疫學家審良靜男等。

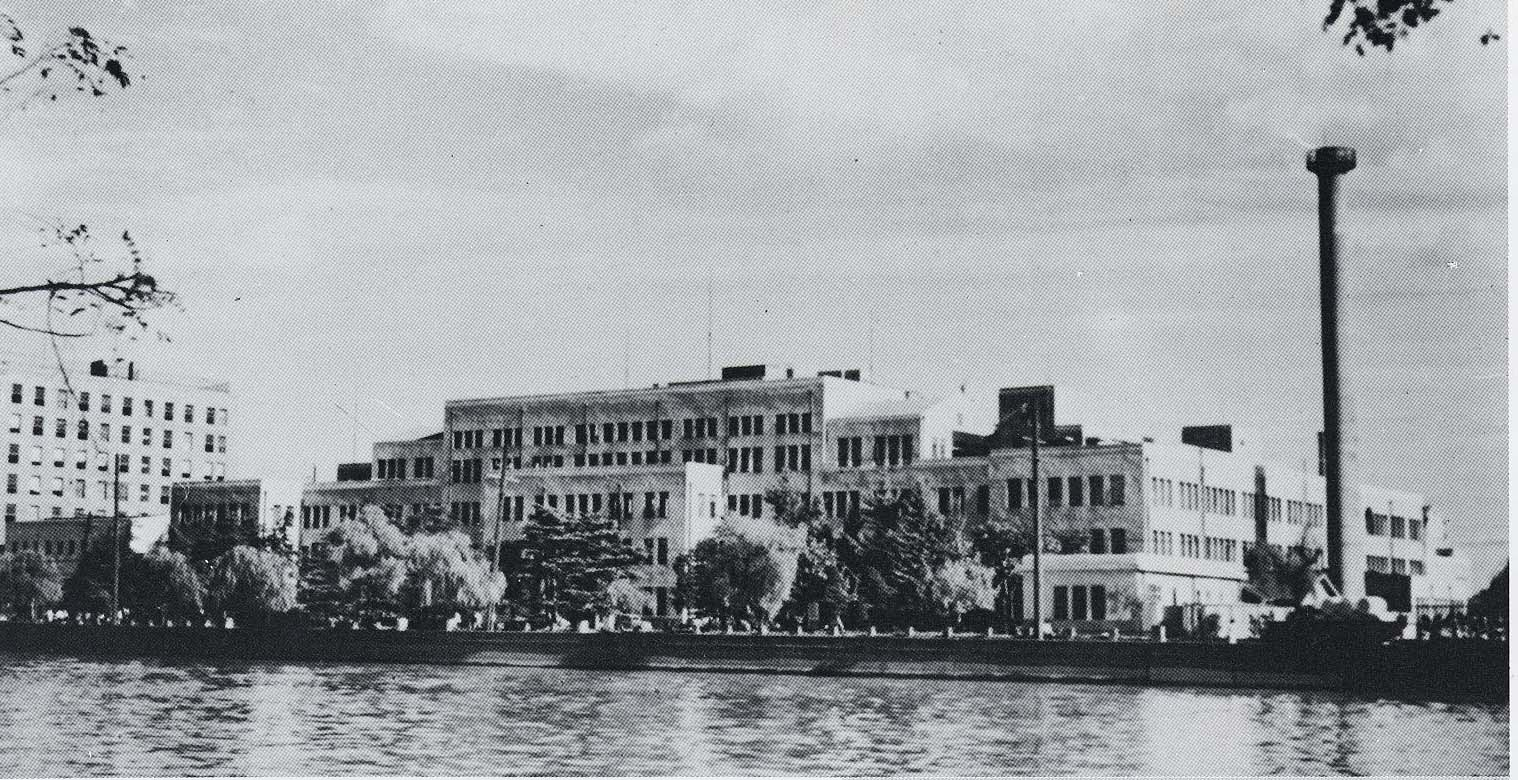
大阪帝國大學校本部，現已改建為「中之島中心」大樓

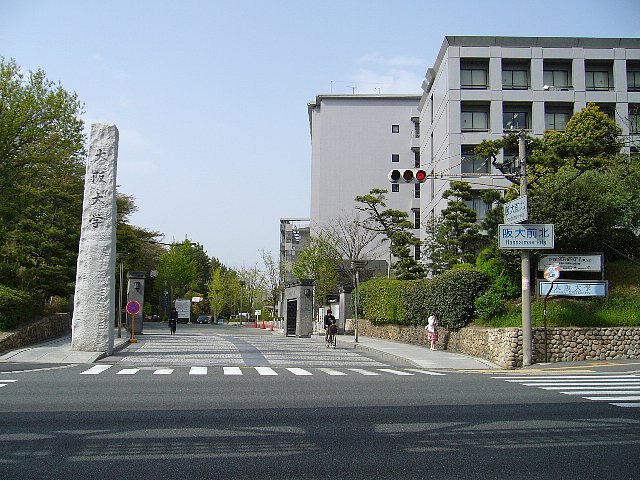
豐中校區正門

## 历史沿革

### 二战前
大阪大学文科起源於西日本最大的漢學塾——懷德堂（1724年）。1838年，緒方洪庵设立明治時代最大的蘭學塾設立蘭學塾——適塾，成为大阪大学理科起源。
1869年，緒方洪庵之子緒方惟準等適塾相關人士，參與設立大阪府上本町大福寺的臨時醫院及臨時醫學校。1880年，在臨時醫院、臨時醫學校的基礎上，正式設立大阪府立大阪醫院及大阪府立大阪醫學校。
1896年，設立大阪工業學校，隨後改制为大阪工業大學。
1915年，大阪府立大阪醫學校改制為大阪府立大阪醫科大學。1919，改稱大阪醫科大学。
1921年，在企業家林蝶子捐贈的基礎上，設立官立的大阪外國語學校。后改名大阪外国語大学，現为大阪大学外國語學部。

1931年，大阪帝國大學在“綜合大學到大阪”的民間呼聲中正式成立，由大阪醫科大学的醫學部與理學部組成。長岡半太郎就任初代校長。阪大的特色與大阪的開放環境和民間反官僚化教育的呼聲息息相關。第16任阪大總長鷲田清一曾勉勵學生：
|  | 東京大學官僚輩出，京都大學學者輩出。我期待大阪大學培育進入社會工作的人。 |

1933年，大阪帝国大学兼并大阪工業大學的工學部。

### 二战后
二戰之後，大阪大學發生了很大變化。1947年，大阪帝国大学改稱大阪大學。1949年，統合大阪高等學校、浪速高等學校、大阪藥學専門學校3所舊制學校。新制的大阪大學擁有文学部、法經學部、理學部、醫學部、工学部共5個學部以及一般教養部。
1953年，大阪大学法經学部分離成大阪大学法學部與大阪大学經濟學部。1954年，大阪大学社會經濟研究所成立，高田保馬任第一任所長。
1955年，設置大阪大学藥學部。1960年，設置大阪大学牙醫學部。1961年，設置大阪大学基礎工學部。1967年，設置大阪大学醫療技術短期大學部。1972年，大阪大学文學部分離出大阪大学人類科學部。
1991年，制定現今的學章與校色。1993年，設置醫學部保健學科并遷移大阪大学醫學部附屬醫院，完成吹田校区和豊中校區的統合。1994年，廢止教養部。1997年，完成大學院重點化。
2004年，根據國立大学法人法的規定，改制國立大學法人大阪大學。2007年，統合國立大學法人大阪外国語大學，成为大阪大学外國語學部。
2018年10月，日本文部科学省指定大阪大学为指定国立大学法人。
2022年，大阪大学文學研究科與語言文化研究科合併為人文學研究科。

## 校区分布
大阪大学许多系分散在大阪各地，其总部位于大阪市中之岛，是大阪大学的创立地及其前身适塾所在地。2004年4月，占地1000平方米、建筑总面积8158平方米的中之岛中心在原校园中之岛落成。医学院于2018年完成了丰中校区和吹田校区两个校区的搬迁和整合。2007年10月1日，兼并大阪外国语大学设立箕面校区。

### 豐中校區
位于大阪府豐中市待兼山町，面積445,851平方公尺，“共通教育機構本館”2004年被登錄为日本國有形文化遺產。这里是负责全校教育的全校教育推进机构及其讲堂大楼的所在地，新本科生在丰中校区学习一段时间，各系不同。丰中校区也是各种设施作为社团活动的基地，社团活动的数量是三个校区中最活跃的。课外活动迎新活动也在该校区举行。

### 吹田校區
位于大阪府吹田市山田丘，面積997,071平方公尺，另於茨木市有研究設施。设有人间科学学院、医学院、牙科学院、药学院、工程学院及人类科学研究生院、医学研究生院、牙科研究生院、药学研究生院、工学研究生院、信息科学研究生院一部分、前沿生物科学研究生院。另有辅助设施国家联合信息基础设施中心主楼、核物理研究中心、微生物病害研究所、工业科学研究所、蛋白质研究所、社会经济研究所、接合科学研究所、激光科学研究所、国际教育交流中心等。

### 箕面校區
位于大阪府箕面市市船场东3丁目，原大阪外國語大學，面積140,400平方公尺。设有外国语学院、大学院人文科学研究科外国学专业、日本学专业，使用辅助设施日本语言文化教育中心、外国语图书馆。1979年至2021年座落於粟生間谷東8丁目，因建築老舊不敷使用，2021年春季移至新設的校區大樓，鄰近北大阪急行電鐵南北線延伸區間於2024年啟用的箕面船場阪大前車站。该大楼建筑面积约4500平方米，总面积约25000平方米，为S型建筑10层。报告厅位于大楼的1、4、5、6层，实验室位于7至10层。7楼为日本语言文化教育中心，8至10楼为人文研究生院和外国语学院。

### 中之島中心
大阪府大阪市北区中之島，為創校時的校園所在地。1993年校園遷至吹田市之後，此處改建為大阪大學中之島中心，於2004年啟用，面積1000平方公尺。

### 校区通勤
丰中、吹田和箕面三大校区之间有免费巴士，运行时间为上午7点至晚上8点。以前可以乘坐阪急巴士到达那里，但随着大阪单轨电车延伸至大阪机场站，这种方式被终止，迫使人们以更高的票价换乘。因此，1998年，时任大阪大学校长动用校长预算，恢复了此前存在的免费巴士。2005年5月起，丰中至吹田之间开始每20分钟一班免费巴士。2008年4月起，丰中—吹田—箕面三地之间都开通了免费巴士。巴士班次不多，有时会因满员而无法上车，或因大阪府道2號（中央环状线）的交通拥堵而迟到。许多学生骑轻便摩托车或自行车出行。

## 学术研究
大阪大学以醫學與自然科學起家，初期就以「理科的阪大」而展露頭角。1949年日本第一位諾貝爾獎得主，同時也是在大阪大學完成博士學位的湯川秀樹，就是在阪大研究期間發表獲獎的論文。大阪大学亦为世界免疫學研究重鎮。
最早獲得最高科學榮譽的日本人幾乎都是大阪大學的畢業生。日本首位諾貝爾獎得主湯川秀樹为大阪大學理學博士，在阪大完成諾貝爾物理學獎的獲獎研究。日本首位沃爾夫醫學獎得主早石修毕业于大阪帝國大學醫學部，大阪大學醫學博士。日本首位拉斯克獎得主花房秀三郎毕业于大阪大學理學部，大阪大學理學博士。日本首座克拉福德獎得主岸本忠三、平野俊夫毕业于大阪大學醫學部，大阪大學醫學博士，大阪大學第14任、第17任校長。1950年併入阪大的舊制大阪高等學校，校友包括亞洲暨日本首位諾貝爾化學獎得主福井谦一。
1950年代高田保馬主持的大阪大學社會經濟研究所成立後，迅速成為日本的社會經濟學研究中心，尤其在近現代經濟學領域，歷任日本經濟學會會長近半數皆與阪大有關。

## 文化传统
阪大现行校徽是2片左右交叉的大阪府府樹——銀杏，象徵2個創校學部，由田中一光制作。1991年（大阪大学創立60週年）改為幾何圖形，即現行校徽。在现行校徽设立之前，曾有两片银杏叶交叉图案上叠加“大学”字样的校徽，这是在大阪帝国大学时代以旧大阪医科大学使用的银杏标志为基础而创建的，虽然它没有被确立为正式的学术标志，但它被体育俱乐部的成员使用它经常在各地使用，例如旗帜和学生证上的印章。人间学科学院正门的屋顶浮雕上至今仍可以看到这个旧校徽，牙科学院医院的电梯门上也可以看到类似的设计。
|                | 立足本土，跨足世界 地域に生き 世界に伸びる |
| ——大阪大学校训 |                                            |

## 機構设置

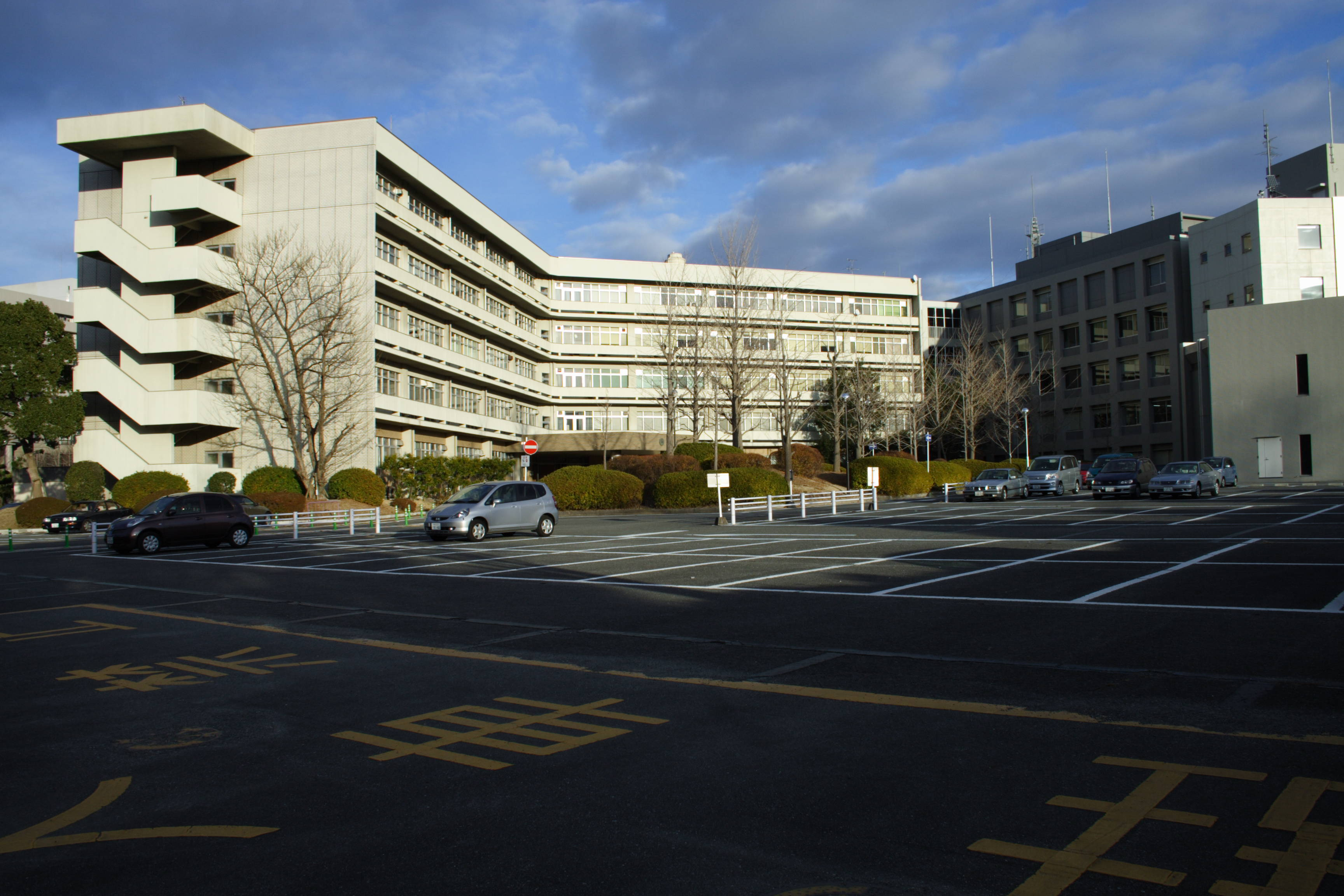
吹田校區人類科學部校舎

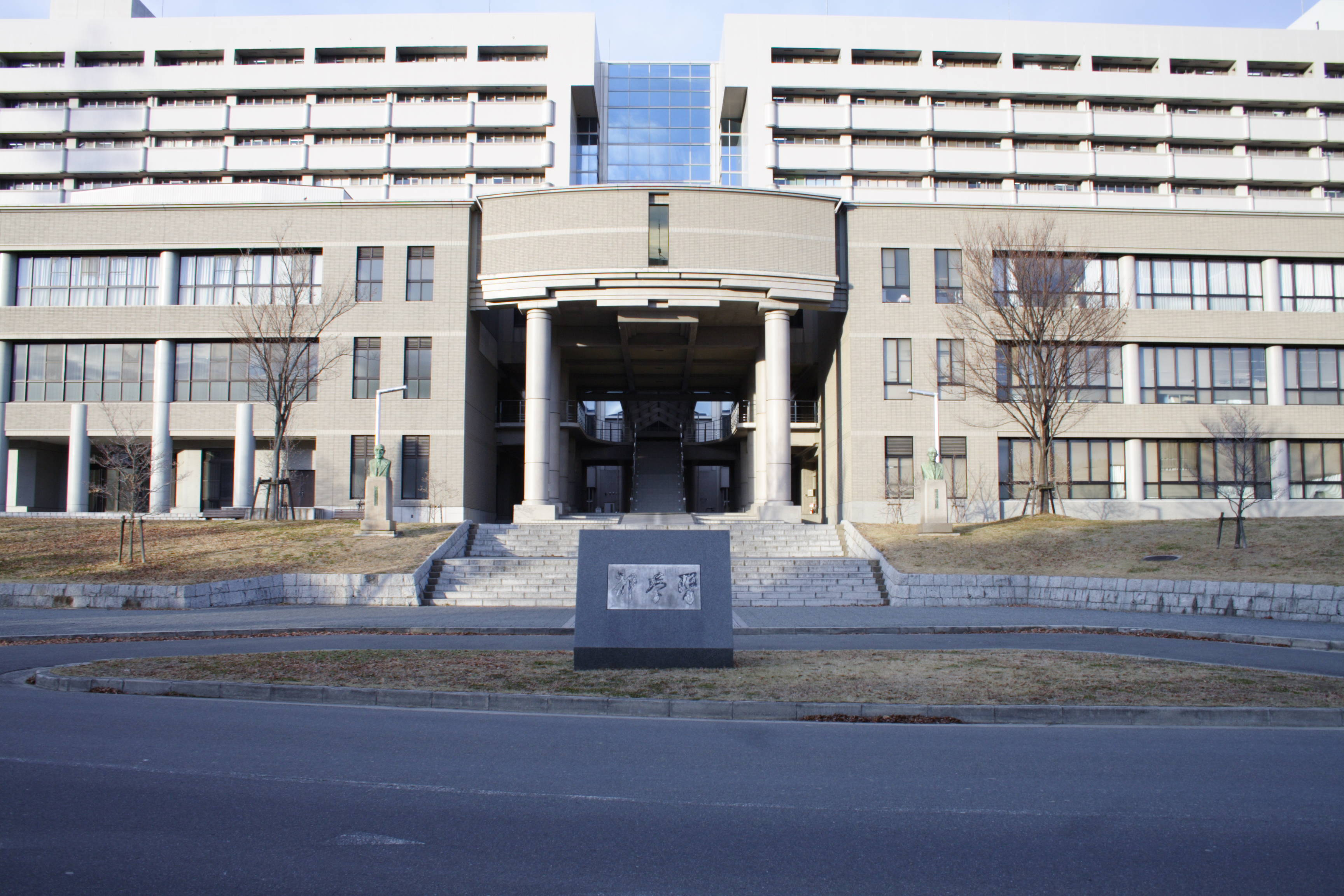
吹田校區醫學部校舎

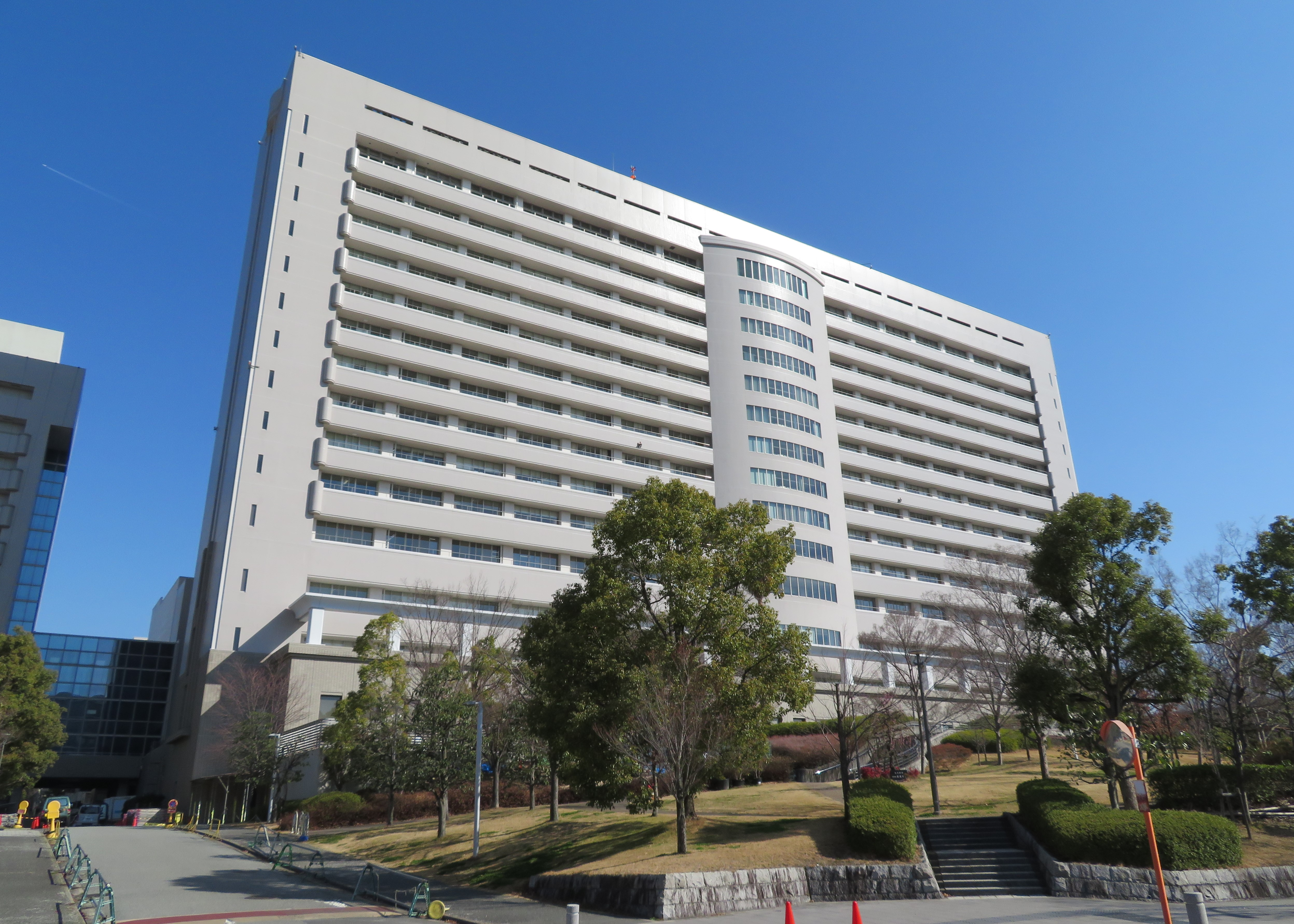
阪大醫院

### 学部（学士）
- 文學部
- 人間科學部（人類科學）
- 外國語学部
  - 外國語学部的語言專業：中國语、朝鲜语、蒙古语、印度尼西亚语、菲律宾语、泰语、越南语、缅甸语、印地语、乌尔都语、阿拉伯语、波斯语、土耳其语、斯瓦希里语、俄语、匈牙利语、丹麥语、瑞典语、德语、英语、法语、意大利语、西班牙语、葡萄牙语、日本语

- 法学部
  - 法学科
  - 國際公共政策学科
- 經濟學部
- 理學部
  - 數學科
  - 物理學科
  - 化學科
  - 生物科學科
- 醫學部
  - 醫學科
  - 保健學科
- 齒學部
  - 齒學科
- 藥學部
  - 藥學科
  - 藥科學科
- 工學部
- 基礎工學部

### 大学院（碩博士）
- 人文學研究科
- 人間科学研究科（人類科學）
- 法學研究科
- 經濟学研究科
- 理學研究科
- 醫學系研究科
- 齒學研究科
- 藥學研究科
- 工學研究科
- 基礎工學研究科
- 國際公共政策研究科
- 情報科學研究科（資訊科學）
- 生命機能研究科
- 高等司法研究科

### 附属研究所
- 微生物病研究所
- 產業科学研究所
- 蛋白質研究所
- 社會經濟研究所
- 接合科学研究所
- 雷射科學研究所
- 世界語言研究中心

## 国际排名
- QS世界大學排名：日本第4名、亞洲第18名、世界第68名 （2023年）[22]
- 上海軟科世界大學學術排名：日本第4名、亞洲第30名、世界第151-200名 （2022年）[23]
- 泰晤士高等教育世界大學排名：日本第3名、世界第175名 （2024年）[24]

## 流行文化
知名日本小說暨電視劇《白色巨塔》的故事舞台浪速大學，即參考自大阪大學。

## 著名人物

### 物理學、化學、工程學

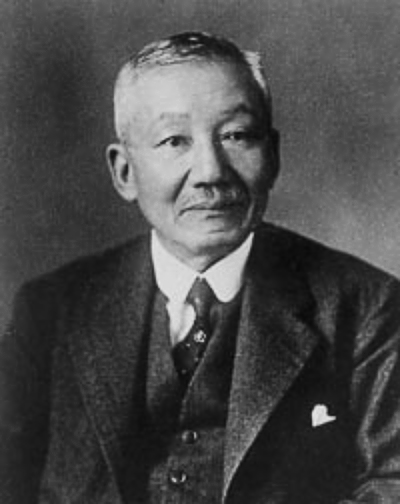
長岡半太郎，大阪帝國大學首任總長，日本物理學先驅
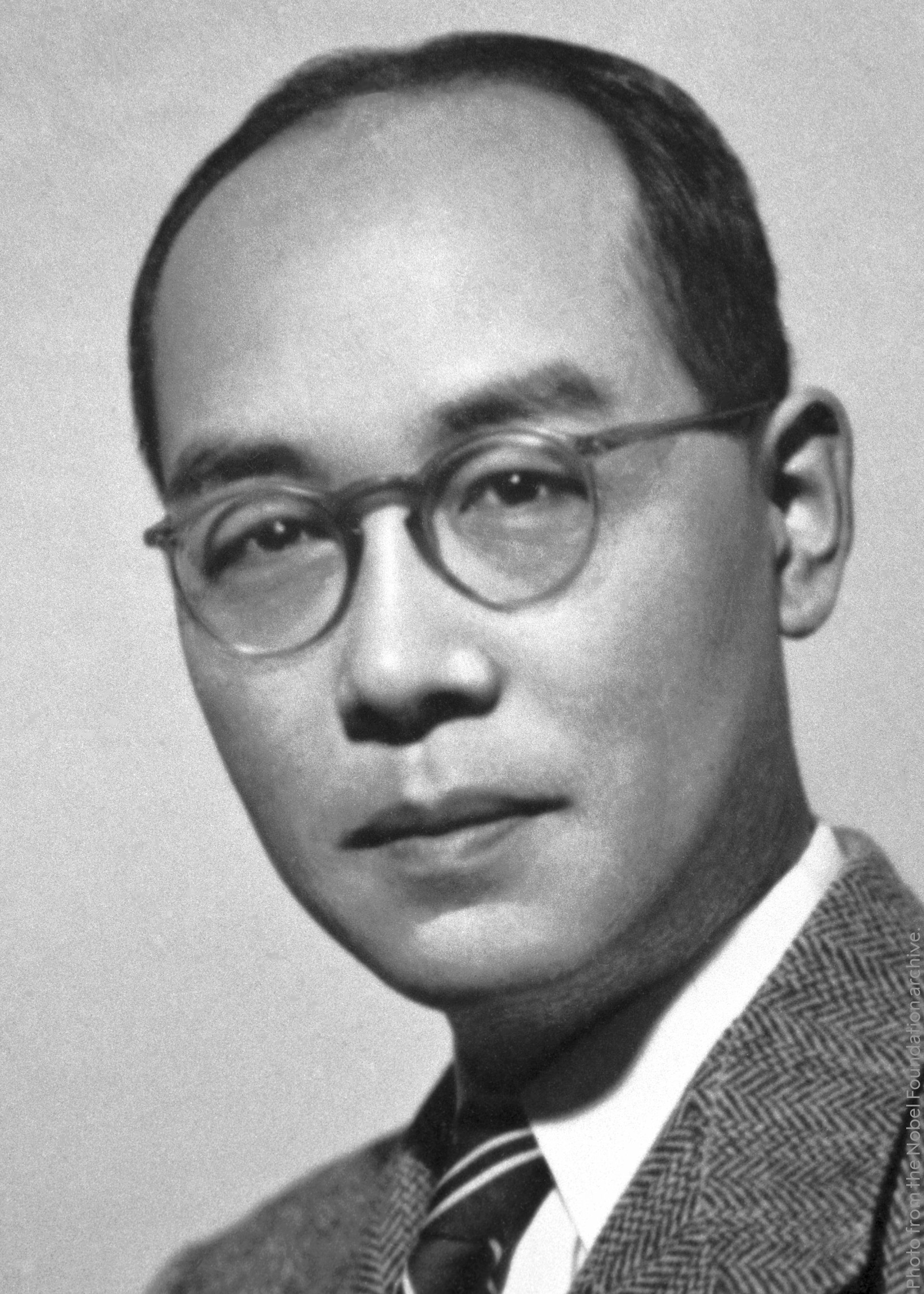
湯川秀樹，大阪帝國大學博士，1949年諾貝爾物理學獎得主
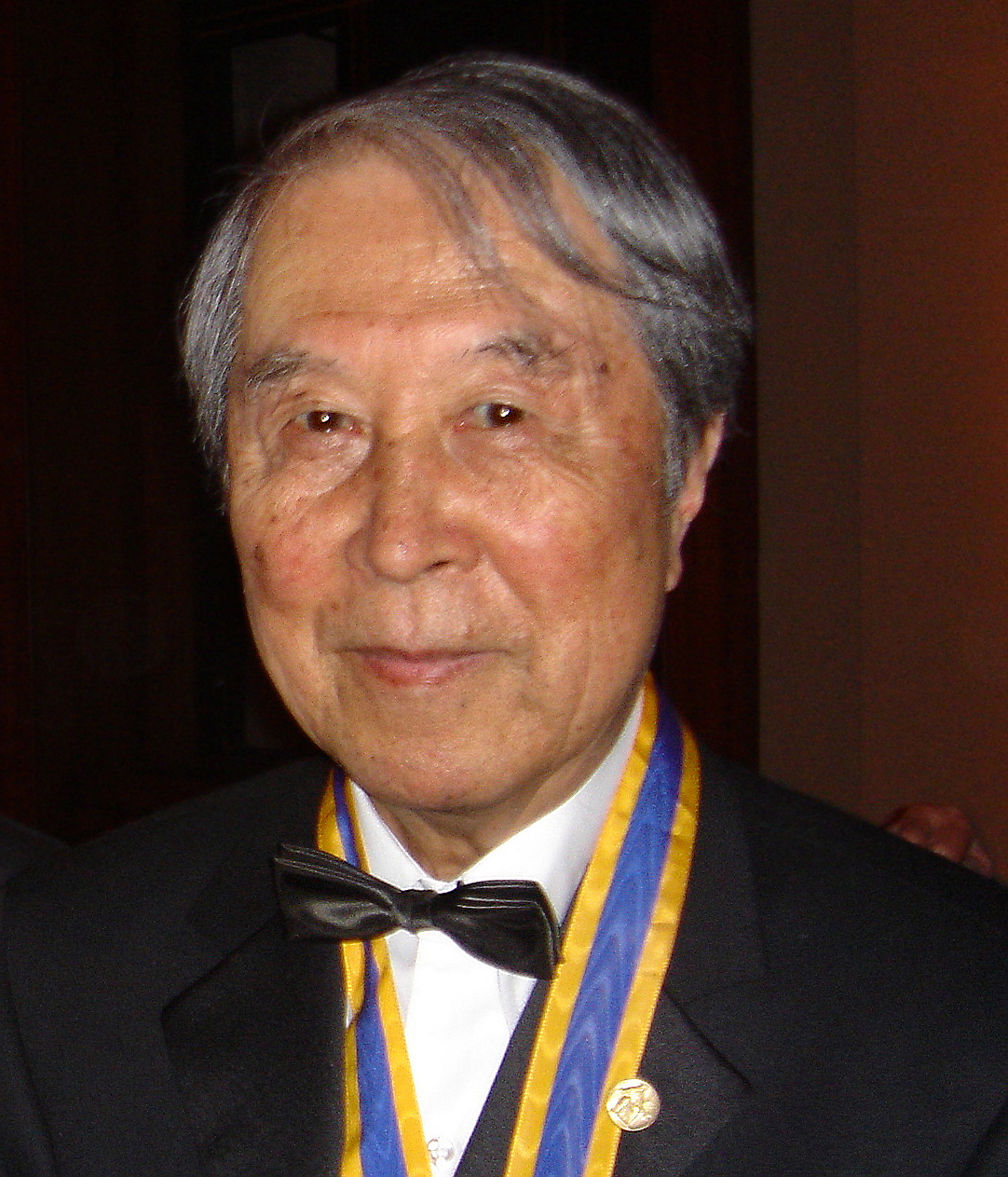
南部陽一郎，大阪大學特別榮譽教授，2008年諾貝爾物理學獎得主
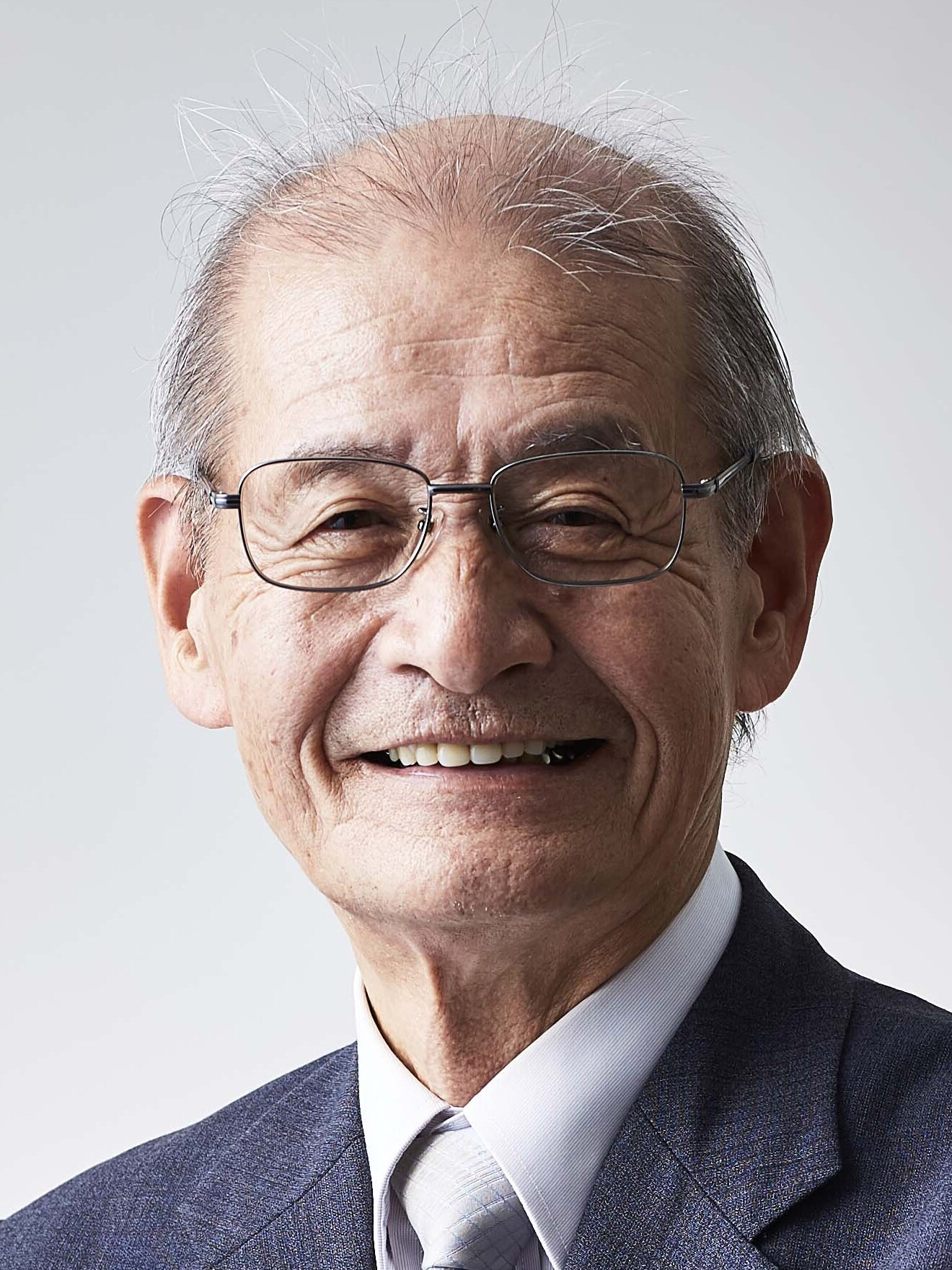
吉野彰，大阪大學博士，2019年諾貝爾化學獎得主
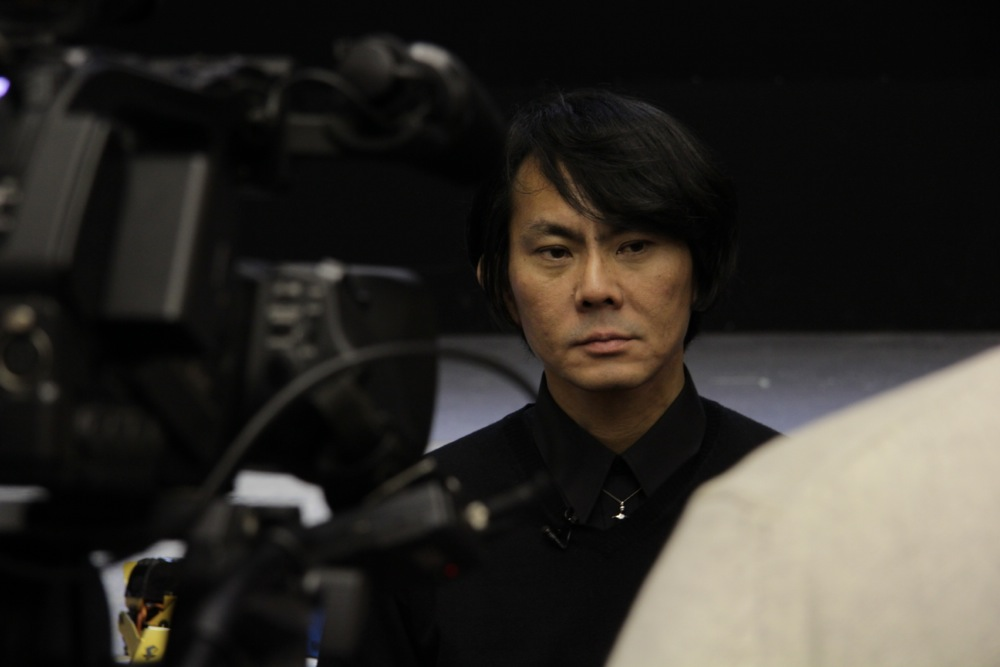
石黑浩，大阪大學博士，當代機器人先驅

- 坂田昌一，物理學家，提出PMNS矩陣、坂田模型，諾貝爾物理學獎候選人
- 松原武生（日语：松原武生），物理學家，京都大學教授，1961年仁科紀念獎得主
- 小田稔，天文物理學家，東京大學名譽教授
- 荒田吉明，物理學家，核融合先驅
- 里村茂夫（日语：里村茂夫），物理學家，醫用超音波先驅
- 長谷川晃（日语：長谷川晃 (物理学者)），物理學家，工程學家
- 日引俊詞（日语：日引俊詞），原子物理學家
- 田中靖郎（日语：Yasuo Tanaka (astronomer)），大阪大學博士，天文物理學家，東京大學名譽教授
- 索尼婭·孔特雷（英语：Sonia Contera），西班牙物理學家，英國牛津大學教授
- 河田聰，物理學家，奈米光學專家
- 冷水佐壽（日语：冷水佐壽），電子工程學家
- 嵩忠雄（日语：嵩忠雄），資訊工程學家，IEEE Fellow，1999年IEEE Claude E. Shannon Award得主
- 淺野哲夫（日语：浅野哲夫），電腦科學家，北陸先端科學技術大學院大學校長。
- Wahid Shams Kolahi，伊朗電子工程學家
- Kilnam Chon，韓國電腦科學家
- Nguyễn Ngọc Bình，越南電腦科學家

### 基礎科學

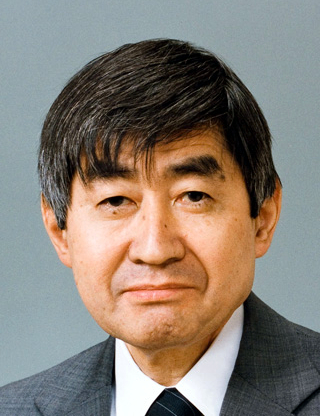
花房秀三郎，病毒學家，1982年拉斯克基礎醫學研究獎得主
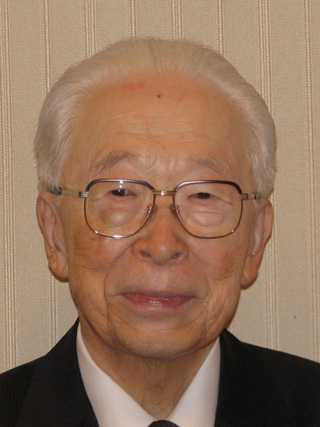
早石修，醫學家、生化學家，1986年沃爾夫醫學獎得主
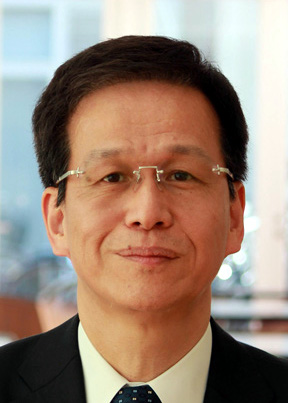
審良靜男，免疫學家，2011年蓋爾德納國際獎得主
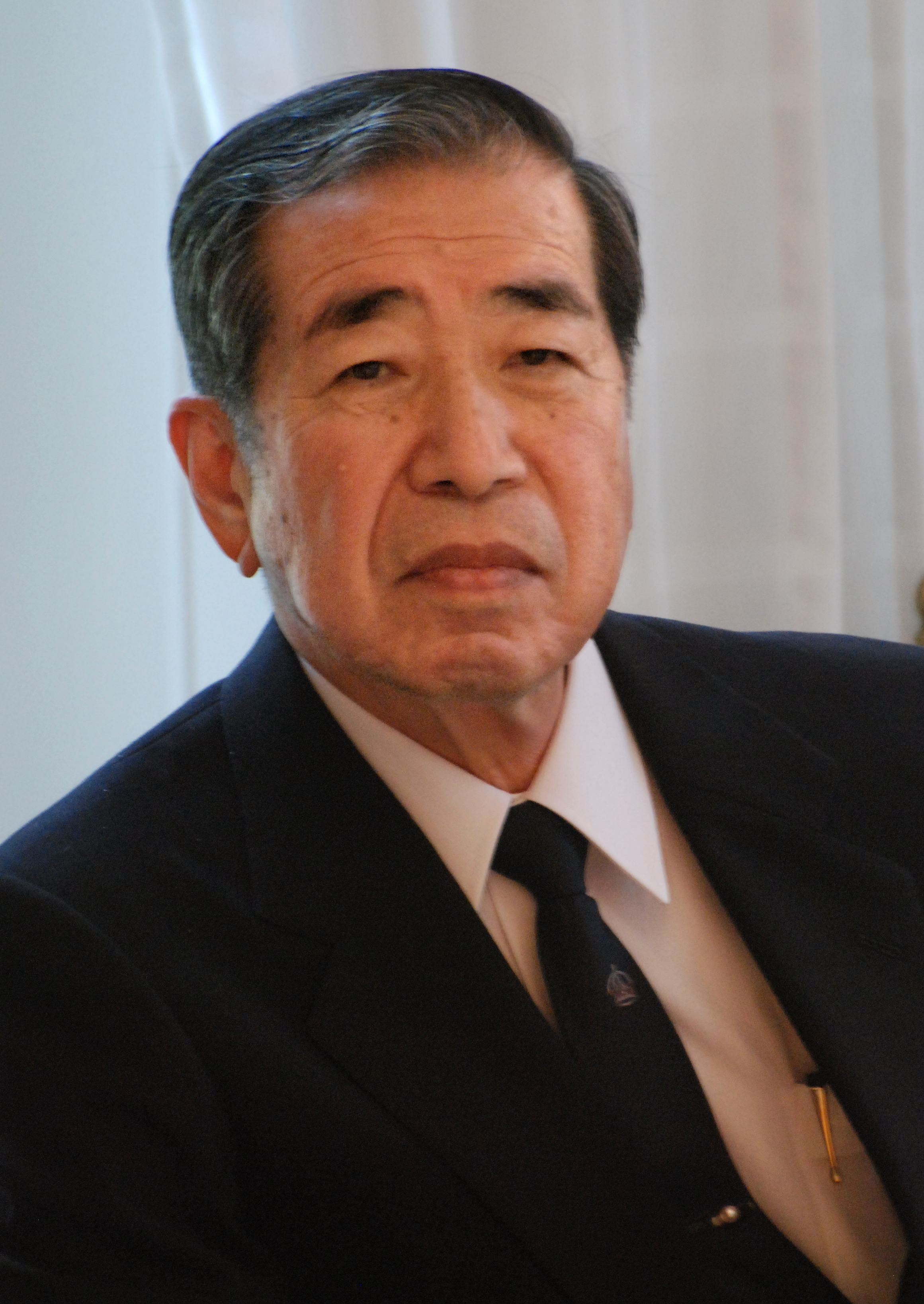
岸本忠三，免疫學家，第14任大阪大學總長，2009年克拉福德獎得主
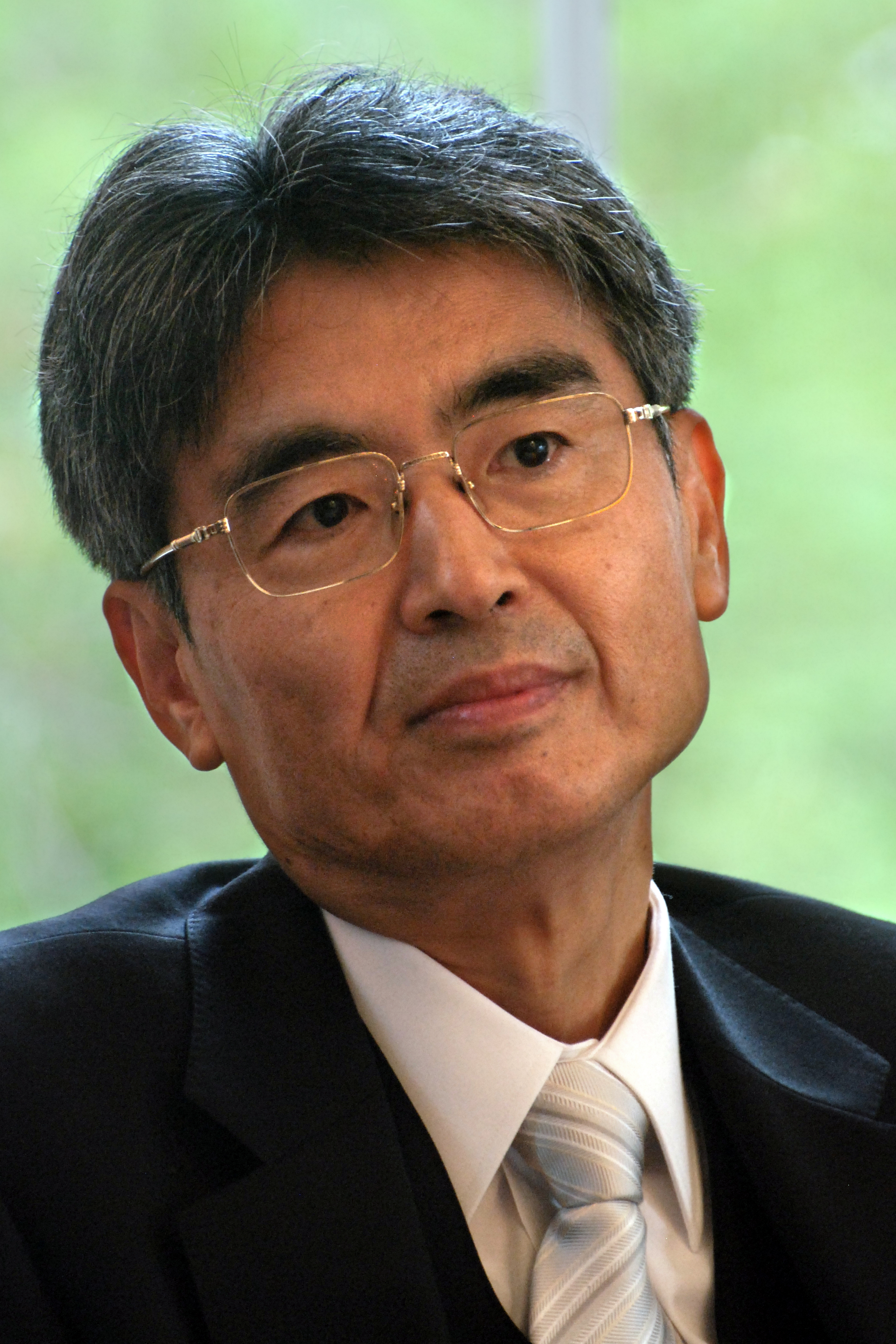
平野俊夫，免疫學家，第17任大阪大學總長，2009年克拉福德獎得主
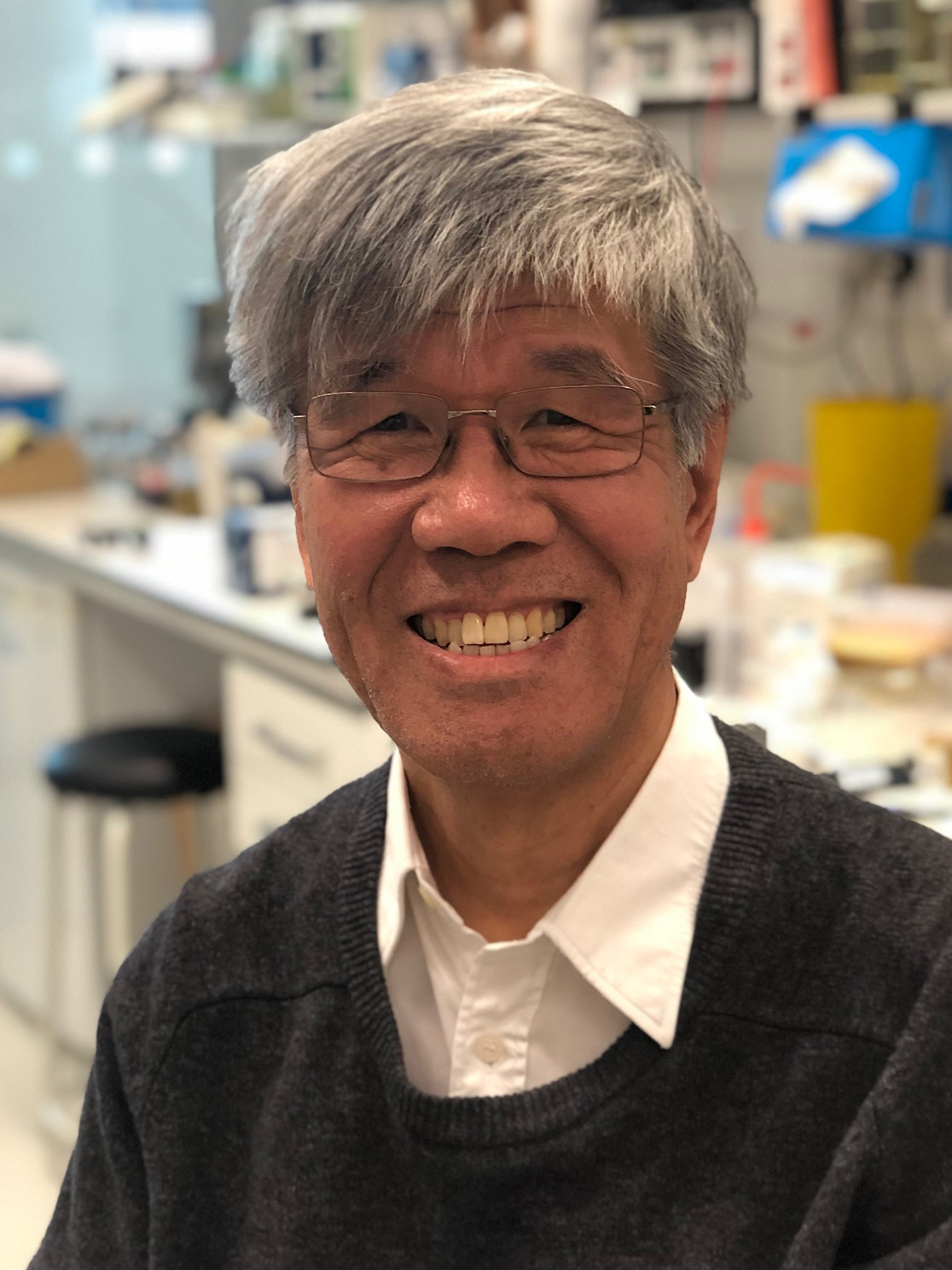
Kiyoshi Nagai（英语：Kiyoshi Nagai），英國劍橋分子生物學實驗室結構生物學家
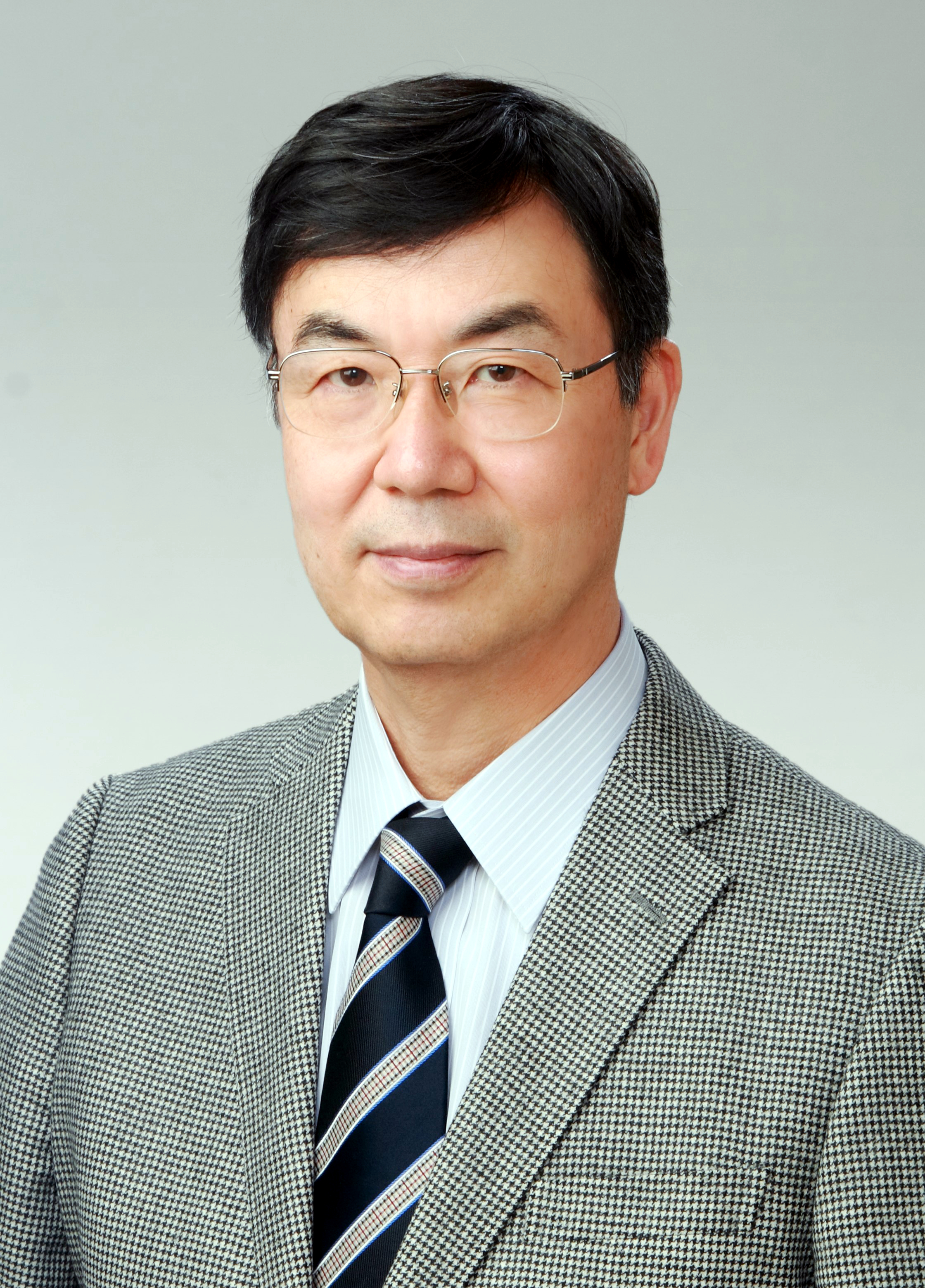
坂口志文，免疫學家，2015年蓋爾德納國際獎、2017年克拉福德獎得主

- 李四光，中國地質學家、古生物學家
- 岡本佳男（日语：岡本佳男），化學家，2019年日本國際獎得主
- 尾崎幸洋（日语：尾崎幸洋），科學家，關西學院大學教授
- 加藤友朗（日语：加藤友朗）, 多器官移植先驅
- 柳田敏雄，生物物理學家
- 石野良純，分子生物學家，CRISPR發現者
- 水内潔（英语：Kiyoshi Mizuuchi），生物化學家
- 中村祐輔（日语：中村祐輔），遺傳學家、癌症研究者
- Pratiwi Sudarmono（英语：Pratiwi Sudarmono），印尼微生物學家，印度尼西亞大學教授
- 白木公康，病毒學家，千里金蘭大學副校長

### 商業、人文學

盛田昭夫，SONY公司創辦人，亞洲五巨頭
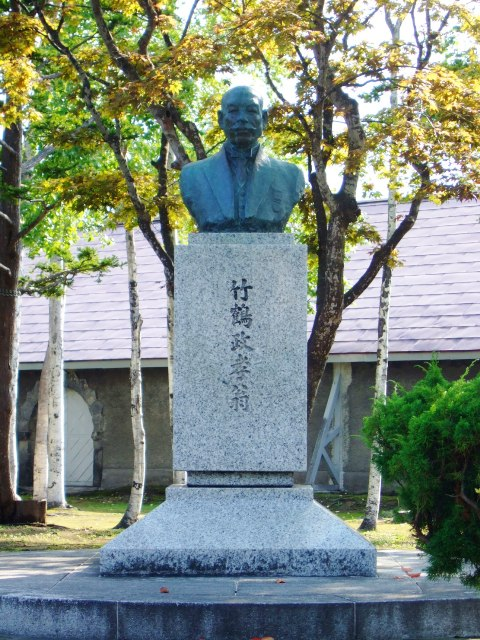
竹鶴政孝，日本威士忌之父
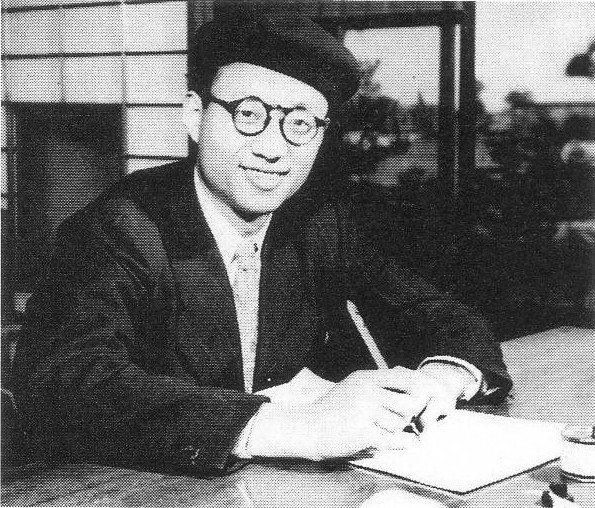
手塚治蟲，日本漫畫之神
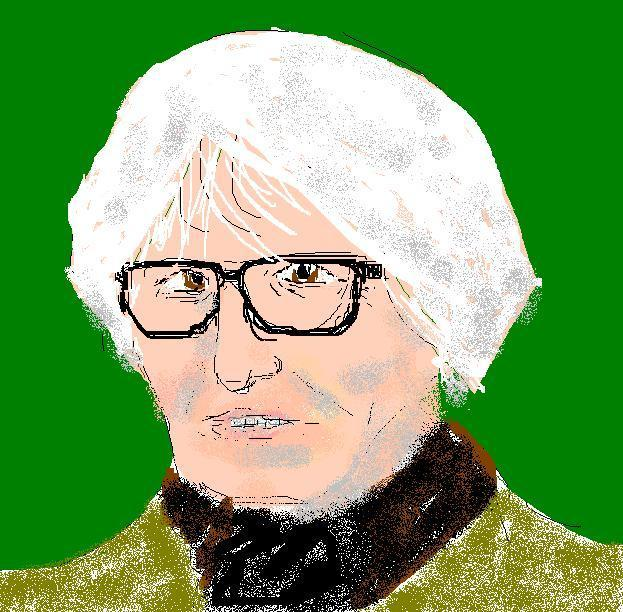
司馬遼太郎，日本小說家，國民大作家

- 中村邦夫，松下電器總裁
- 東孝光（日语：Takamitsu Azuma），建築學家，大阪大學榮譽教授
- 横溝正史，日本小說家，推理名著金田一耕助之父
- 舛田利雄，電影導演
- 糸谷哲郎（日语：Tetsurō Itodani），專業將棋選手，龍王頭銜（日语：竜王戦）
- 庄野潤三，小說家，1954年芥川賞得主
- 陳舜臣，臺灣裔日本小說家，1968年直木賞得主。
- 格倫·胡克（英语：Glenn Hook），英國政治學家，雪菲爾大學教授
- 子安宣邦，日本思想史大師
- 妹尾達彥，歷史學家，日本中央大學文學院教授
- 庵功雄，語言學家，一橋大學教授
- 東中野修道，歷史學家，亞細亞大學教授
- 原田敬一，歷史學家
- 宮脇淳子，歷史學家
- 森安孝夫，歷史學家
- 辻中豐，政治學家，築波大學教授
- 脇村春夫，日本企業家，前棒球選手

### 數學、經濟學

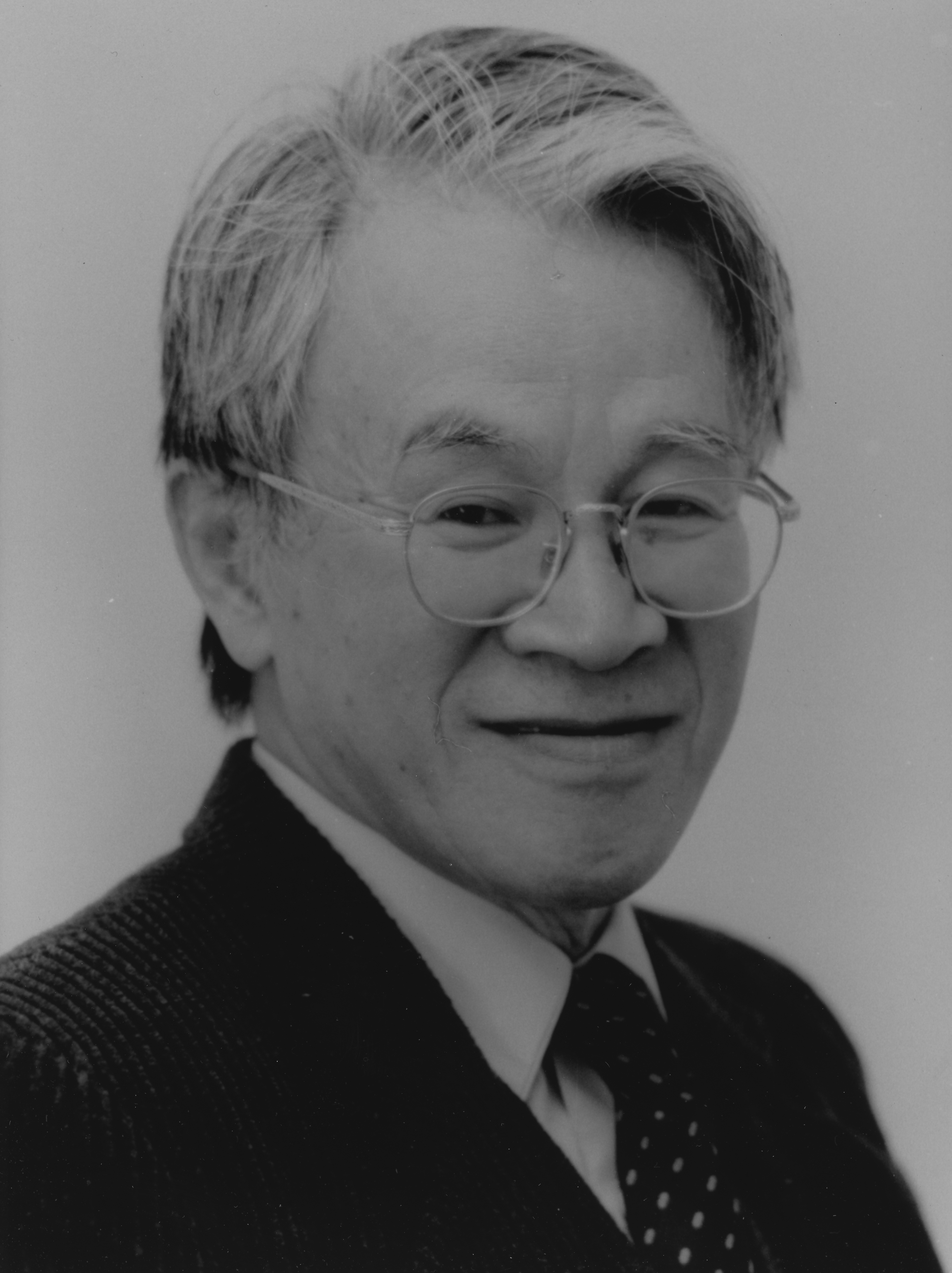
森嶋通夫，世界知名數學家、經濟學家
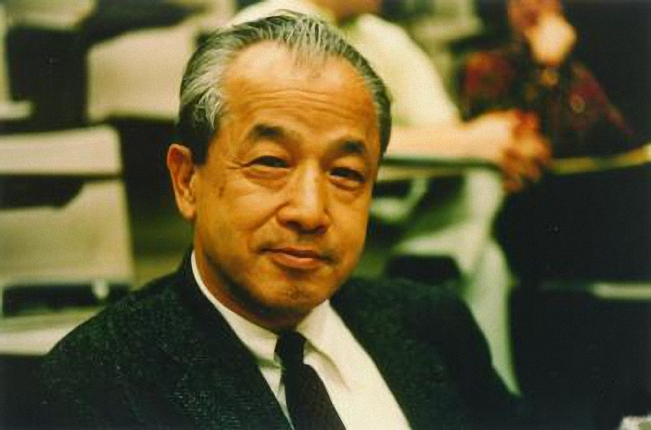
角谷靜夫（英语：Shizuo Kakutani），耶魯大學教授，提出角谷定點定理
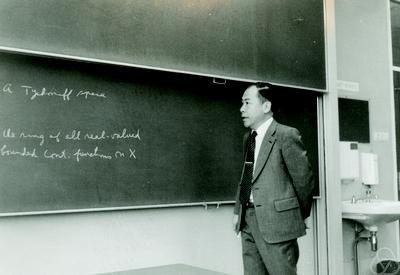
長田潤一（日语：長田潤一），數學家、拓樸學家

- 春木博，數學家，提出春木定理和春木引理
- 中山正（日语：中山正）, 數學家，表示論巨匠
- 野水克己，日裔美國數學家，微分幾何巨匠
- 山邊英彥，數學家，解決了希爾伯特第五問題
- 公文公，數學教育家，公文式創立者
- 平地健吾（日语：平地健吾）, 數學家，CR幾何（英语：CR manifold）和數學分析專家
- 松島與三（日语：松島与三）, 數學家
- 池田正敏（英语：Masatoshi Gündüz Ikeda），日本裔土耳其數學家
- 大垣昌夫（日语：大垣昌夫），經濟學家，慶應義塾大學教授
- Giorgio Brunello（英语：Giorgio Brunello），義大利經濟學家
- 神谷和也（日语：神谷和也），經濟學家，慶應義塾大學教授
- 土居丈朗（日语：土居丈朗），經濟學家

### 政治界

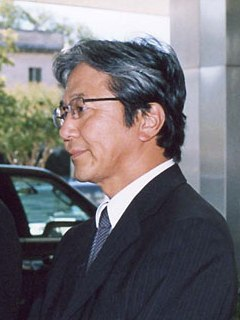
薮中三十二，日本副外相
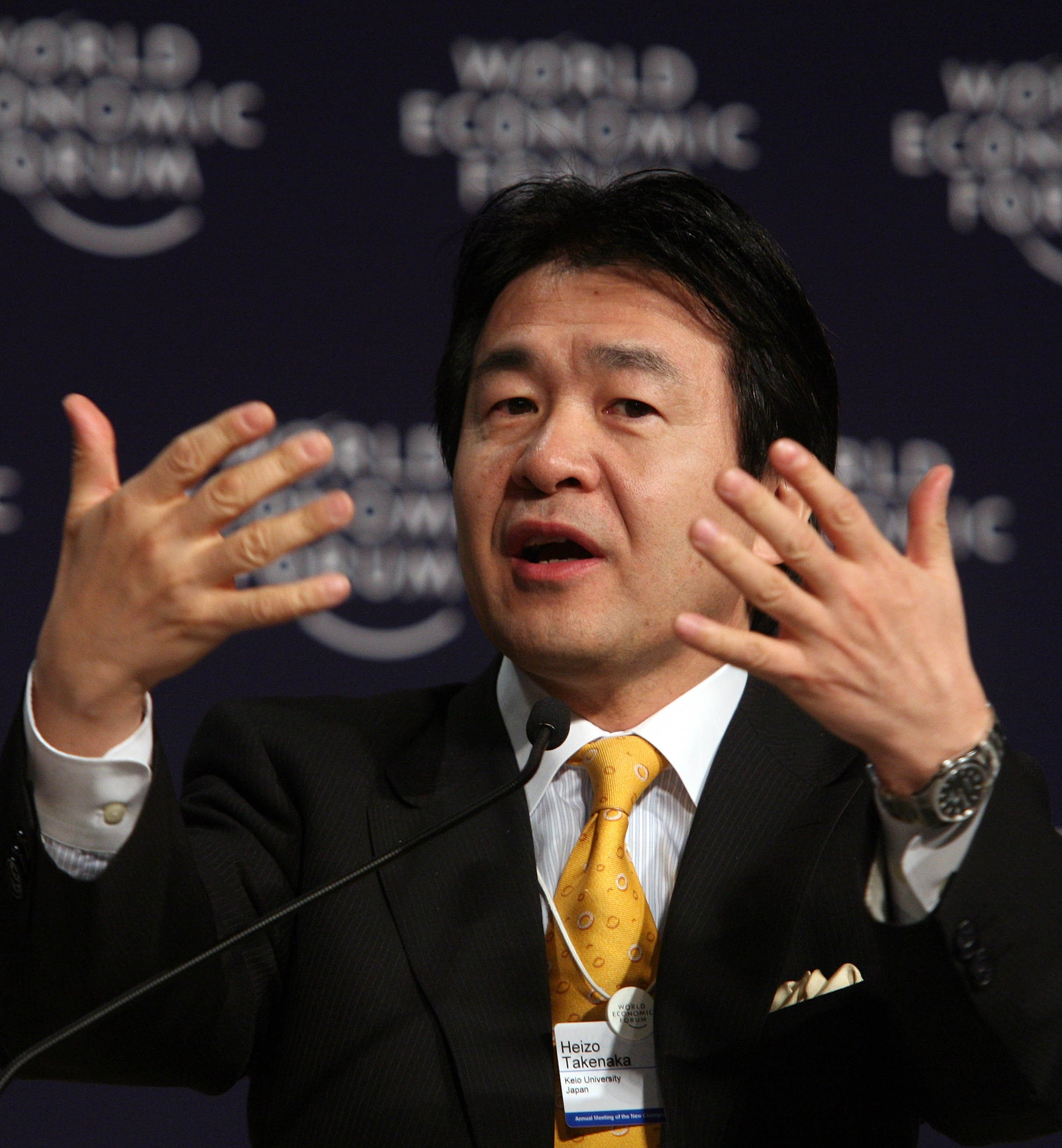
竹中平藏，日本內閣大臣
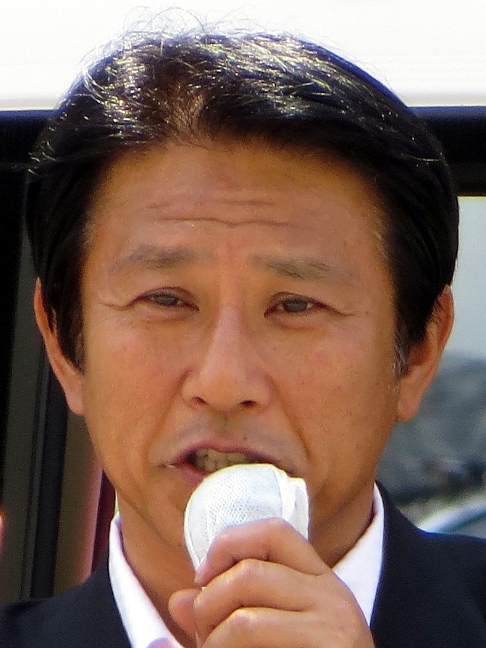
樽床伸二，日本衆議院議員（6期）

- 谷川秀善（日语：谷川秀善），日本参議院議員
- 梅村聰（日语：梅村聡），日本参議院議員
- 三谷光男（日语：三谷光男），日本衆議院議員
- 前田正（日语：前田正），日本衆議院議員
- 伊藤渉（日语：伊藤渉），日本衆議院議員
- 木原敬介（日语：木原敬介），日本大阪府堺市市長
- Ko Ko Oo（英语：Ko Ko Oo），緬甸科技部部長
- Fathimath Dhiyana Saeed（英语：Fathimath Dhiyana Saeed），南亞區域合作聯盟秘書長

### 媒體、文化創作者

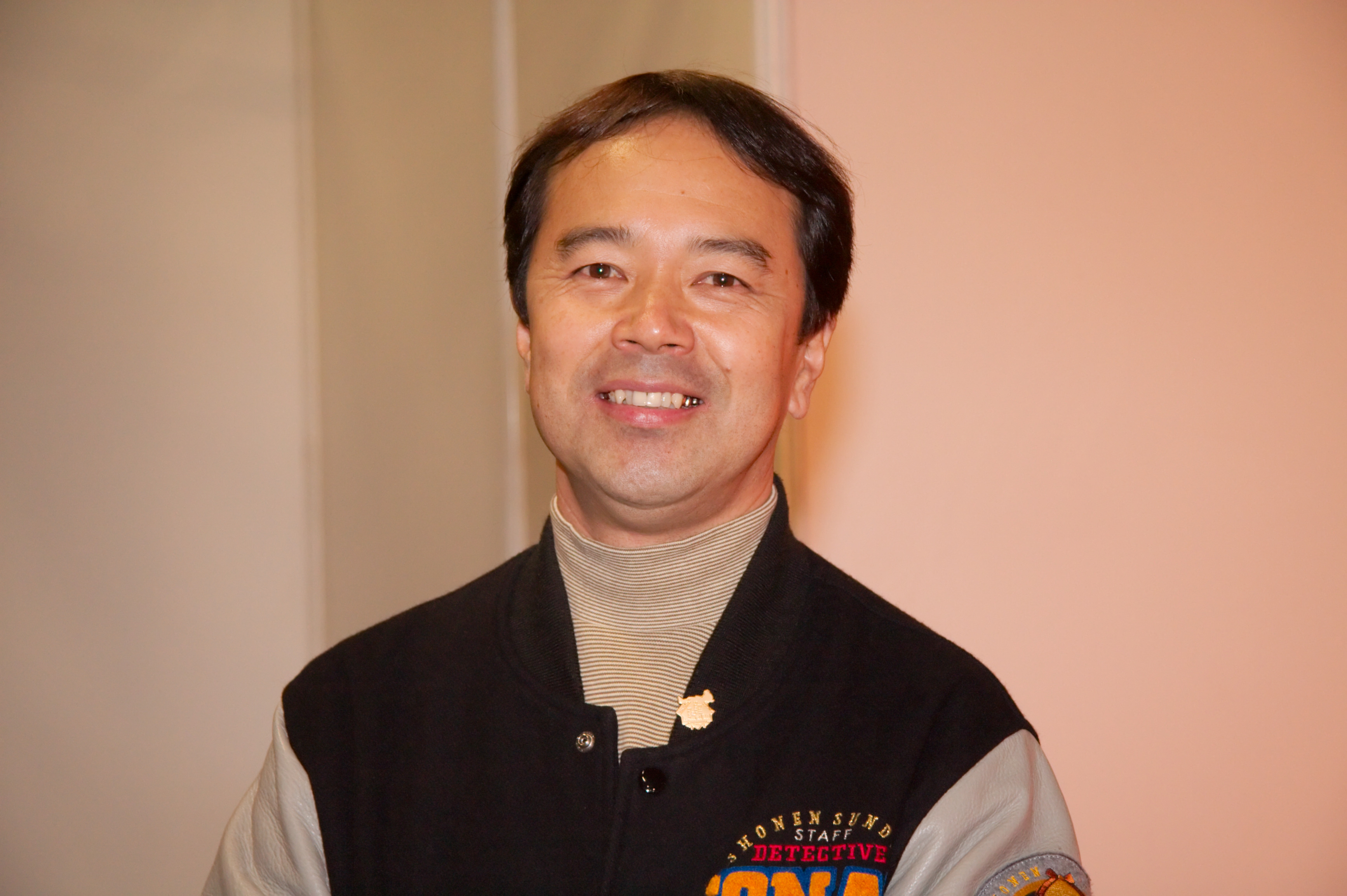
諏訪道彥，資深執行製作人
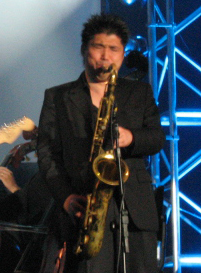
日比野則彥（日语：日比野則彦），作曲家、薩克斯風演奏家

- 堤春惠（英语：Harue Tsutsumi），日本劇作家
- 福島香織，女記者、作家
- 高見廣春（日语：高見広春），作家，《大逃殺》作者
- 眉村卓，科幻小說家，1974年、1996年星雲獎得主
- 堀晃（日语：堀晃），科幻小說家，1980年日本SF大獎、星雲獎得主
- 小林泰三，科幻小說、恐怖小說和推理小說家，2012年、2017年星雲獎得主
- 木村貴宏，動畫師、插畫家、人物設計師
- 粟根誠，男演員、配音員
- 榊一郎，輕小說作家
- 陽氣婢，漫畫家

### 华人校友
- 薛登壽，清末民初知名工程師
- 張杰，工程師，哈爾濱工業大學教授
- 王兆安，中國電力電子技術專家，西安交通大學教授
- 江家福，中國國家民族事務委員會副主任
- 徐賤雲，中共北京市豐臺區委書記
- 陳端堂，醫師，臺中市市長。
- 林燈，臺灣國產實業集團創辦人
- 黃宗樂，臺灣法學家，輔仁大學、臺灣大學教授
- 蘇啟誠，臺灣外交官
- 林承緯，民俗學者，國立臺北藝術大學教授
- 劉雲輝，香港中文大學工程學院教授

## 國際姊妹校
迄2010年，阪大已有303所國際姊妹校。